# جوش بوستوك
جوش بوستوك (بالإنجليزية: Joshua Bostock)‏ هو لاعب دوري الرغبي أسترالي، ولد في 24 يناير 1974.